# Jean Patric
Jean Patric Lima dos Reis, noto semplicemente come Jean Patric (Itaparica, 14 maggio 1997), è un calciatore brasiliano, attaccante del Vissel Kōbe.

## Caratteristiche tecniche
È un'ala sinistra.

## Carriera
Cresciuto nel settore giovanile del San Paolo, nel 2017 è stato ceduto in prestito prima all'América-RN e poi al Tondela, disputando i suoi primi incontri in carriera. Fra il 2017 ed il 2018 ha giocato in Europa prima con i bulgari dello Septemvri Sofia e poi in Moldavia con lo Zarea Bălți.
Nel gennaio 2019 ha fatto ritorno in patria all'América-RN, dove è rimasto per sei mesi prima di firmare con l'Académico de Viseu, in Portogallo. Il 13 agosto 2020 è stato acquistato dal Santa Clara, militante in Primeira Liga.

## Statistiche

### Presenze e reti nei club
Statistiche aggiornate all'8 dicembre 2024.
| Stagione                | Squadra                 | Campionato              | Campionato | Campionato | Coppe nazionali | Coppe nazionali | Coppe nazionali | Coppe continentali | Coppe continentali | Coppe continentali | Altre coppe | Altre coppe | Altre coppe | Totale | Totale | Totale |
| Stagione                | Squadra                 | Comp                    | Pres       | Reti       | Comp            | Pres            | Reti            | Comp               | Pres               | Reti               | Comp        | Pres        | Reti        | Pres   | Reti   |        |
| ----------------------- | ----------------------- | ----------------------- | ---------- | ---------- | --------------- | --------------- | --------------- | ------------------ | ------------------ | ------------------ | ----------- | ----------- | ----------- | ------ | ------ | ------ |
| gen.-apr. 2017          | América-RN              | PD/RN+D                 | 12+0       | 0          | -               | -               | -               | -                  | -                  | -                  | CDN         | 6           | 1           | 18     | 1      |        |
| mag.-set 2017           | Volta Redonda           | C                       | 5          | 0          | -               | -               | -               | -                  | -                  | -                  | -           | -           | -           | 5      | 0      |        |
| set. 2017-feb. 2018     | Septemvri Sofia         | A-PFG                   | 4          | 0          | CB              | 2               | 0               | -                  | -                  | -                  | -           | -           | -           | 6      | 0      |        |
| feb.-lug. 2018          | Grêmio Anápolis         | PD/GO                   | 0          | 0          | -               | -               | -               | -                  | -                  | -                  | -           | -           | -           | 0      | 0      |        |
| lug.-dic. 2018          | Zarea Bălți             | DN                      | 12         | 2          | -               | -               | -               | UEL                | 1                  | 0                  | -           | -           | -           | 13     | 2      |        |
| gen.-ago. 2019          | América-RN              | PD/RN+D                 | 16+9       | 2+3        | -               | -               | -               | -                  | -                  | -                  | CDN         | 0           | 0           | 25     | 5      |        |
| Totale América de Natal | Totale América de Natal | Totale América de Natal | 28+9       | 2+3        | -               | -               | -               | -                  | -                  | -                  | -           | 6           | 1           | 43     | 6      |        |
| 2019-2020               | Académico de Viseu      | SL                      | 21         | 4          | TP              | 7               | 2               | -                  | -                  | -                  | -           | -           | -           | 28     | 6      |        |
| 2020-2021               | Santa Clara             | PL                      | 20         | 0          | TP              | 3               | 0               | -                  | -                  | -                  | -           | -           | -           | 23     | 0      |        |
| 2021-gen. 2022          | Santa Clara             | PL                      | 16         | 2          | TP+TL           | 2+3             | 0+1             | UECL               | 6                  | 0                  | -           | -           | -           | 27     | 3      |        |
| Totale Santa Clara      | Totale Santa Clara      | Totale Santa Clara      | 36         | 2          |                 | 8               | 1               |                    | 6                  | 0                  |             | -           | -           | 50     | 3      |        |
| 2022                    | Cerezo Osaka            | J1                      | 28         | 5          | CG+CdL          | 4+7             | 1+1             | -                  | -                  | -                  | -           | -           | -           | 39     | 7      |        |
| 2023                    | Vissel Kōbe             | J1                      | 27         | 4          | CG+CdL          | 4+3             | 2+1             | -                  | -                  | -                  | -           | -           | -           | 34     | 7      |        |
| 2024                    | Vissel Kōbe             | J1                      | 29         | 1          | CG+CdL          | 5+2             | 1+1             | ACL                | 4                  | 0                  | SG          | 1           | 0           | 41     | 3      |        |
| Totale Vissel Kōbe      | Totale Vissel Kōbe      | Totale Vissel Kōbe      | 56         | 5          |                 | 14              | 5               |                    | 4                  | 0                  |             | 1           | 0           | 75     | 10     |        |
| Totale carriera         | Totale carriera         | Totale carriera         | 199        | 23         |                 | 42              | 10              |                    | 11                 | 0                  |             | 7           | 1           | 259    | 34     |        |

## Palmarès

### Club

#### Competizioni statali
- Campionato Potiguar: 1

América de Natal: 2019

#### Competizioni nazionali
- Campionato giapponese: 2

Vissel Kōbe: 2023, 2024
- Coppa dell'Imperatore: 1

Vissel Kōbe: 2024